# No. 79 Squadron RAAF

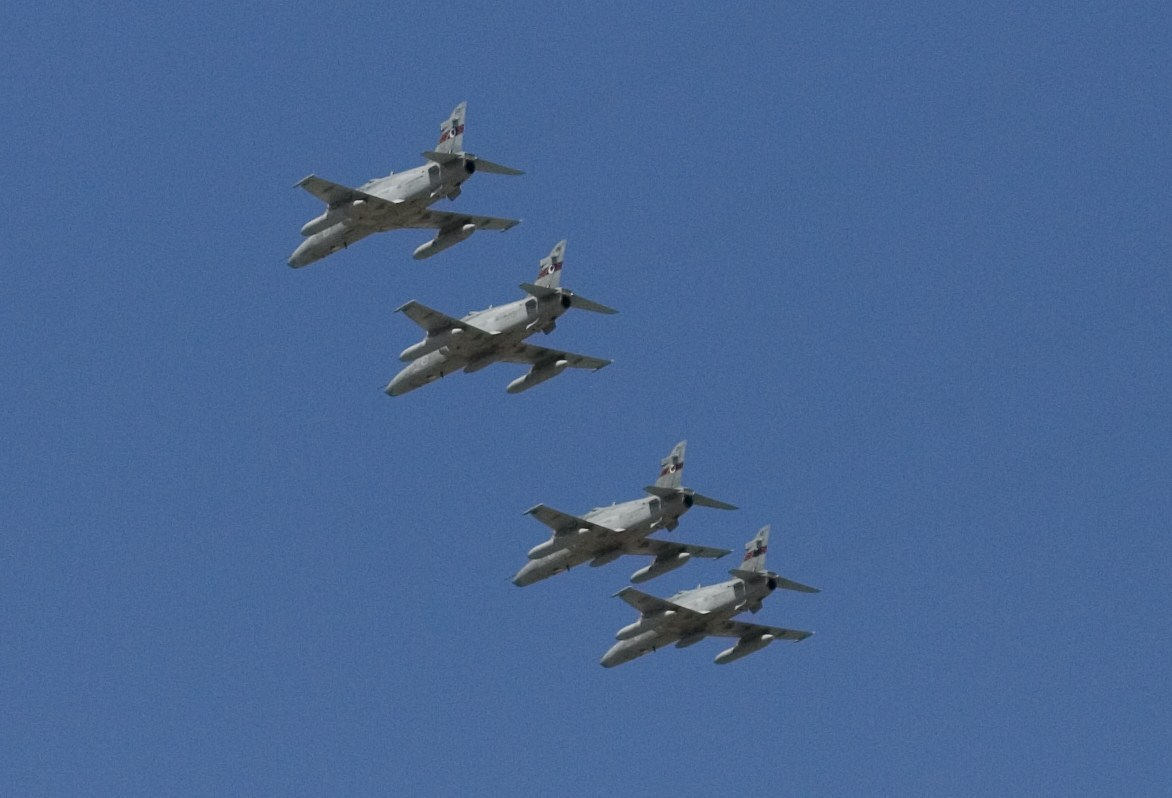
Sqadron RAAF en vol

Le No. 79 Squadron RAAF est une unité d'entraînement au vol de la Royal Australian Air Force (RAAF) qui a été formée à quatre reprises depuis 1943.

## Histoire
Le squadron a été créé en mai 1943 en tant qu'unité de chasse équipée de Supermarine Spitfire, et a ensuite participé à des combats dans le sud-ouest du théâtre du Pacifique pendant la Seconde Guerre mondiale. L'unité est alors sous le commandement du group captain Alan Rawlinson. Il s'agit du seul squadron de Spitfire créé en Australie, les autres ayant été formés ailleurs. Le squadron a combattu les Japonais dans la région de la Nouvelle-Guinée en 1943-1944 et à partir de Morotai en 1945.